# He perdido los zapatos
He perdido los zapatos, compuesto por la cantante y compositora Mai Meneses es el título del primer disco publicado por el grupo Nena Daconte.

## Historia
Este es el primer álbum del grupo Nena Daconte, formado en la actualidad por Mai Meneses. El disco se autoeditó bajo su propio sello Daconte Music.
Con posterioridad Nena Daconte fichó por la discográfica Universal Music que editó de nuevo el disco a nivel nacional e incluyó una nueva canción con respecto al disco original. Ésta canción fue Idiota (Remix), que fue, como su nombre indica, un remix de la canción Idiota realizado por Carlos Jean y que sustituyó como single a la versión normal de Idiota.
El disco consiguió certificación de disco de oro.

## Composición
Las canciones del disco han sido compuestas por Mai Meneses, canciones que aunque ahora nos sean actuales, ya llevaban bastante tiempo en su cabeza, así pudimos escuchar la canción de Idiota, con algunos cambios, durante la estancia de Mai en la Academia de Operación Triunfo II 01 y en el programa Crónicas Marcianas.

## He perdido los zapatos (edición de lujo)
El 18 de febrero de 2007 salió a la venta un reedición del álbum que ha llegado a vender más de 40.000 copias con canciones nuevas, dos canciones, que en realidad son versiones acústicas de Engáñame a mí también y de Pierdo el tiempo, y una nueva canción que en realidad es una versión para un anuncio navideño de Codorniú, The migthy quinn, una canción originalmente de Bob Dylan.
Esta nueva edición además incluía un DVD con numerosos extras, como videoclips, galerías de fotos, un documental sobre el grupo antes de un concierto, el anuncio del grupo de la vuelta ciclista a España, etc.

## Listado de canciones
La letra y la música fueron compuestas por Mai Meneses.
- Primera Edición

| N.º | Título                   | Duración |  |
| 1.  | «Pierdo El Tiempo»       | 2:47     |  |
| 2.  | «Si Supieras»            | 4:45     |  |
| 3.  | «Marta»                  | 4:24     |  |
| 4.  | «Idiota»                 | 2:57     |  |
| 5.  | «No Eres Mi Perro»       | 2:45     |  |
| 6.  | «Loco Por Mí»            | 2:28     |  |
| 7.  | «En Qué Estrella Estará» | 2:21     |  |
| 8.  | «Engáñame a Mí También»  | 3:22     |  |
| 9.  | «No Sé Cómo Decirte»     | 3:48     |  |
| 10. | «No Paraba De Llover»    | 2:26     |  |

- Reedición Universal Music (Bonus Track)

| N.º | Título                       | Duración |  |
| 11. | «Idiota» (Carlos Jean Remix) | 3:02     |  |

- Edición de Lujo

| N.º | Título                                     | Duración |  |
| 12. | «Engáñame a Mí También» (Versión acústica) | 2:55     |  |
| 13. | «Pierdo El Tiempo» (Versión acústica)      | 3:42     |  |
| 14. | «The Mighty Quinn»                         | 3:04     |  |

- Edición de Lujo (DVD)

| N.º | Título                                       | Duración |  |
| 1.  | «Idiota» (Video musical)                     | 3:20     |  |
| 2.  | «Idiota» (Carlos Jean Remix) (Video musical) | 3:06     |  |
| 3.  | «Marta» (Video musical)                      | 4:10     |  |
| 4.  | «En Qué Estrella Estará» (Video musical)     | 2:25     |  |
| 5.  | «Entrevistas y fotogalería»                  | -        |  |

## Listas

### Semanales
| País/Continente | Ranking         | Primera semana | Posición de ingreso | Mejor posición | Semanas en la mejor posición | Semanas en el ranking | Última semana |
| --------------- | --------------- | -------------- | ------------------- | -------------- | ---------------------------- | --------------------- | ------------- |
| Europa          |                 |                |                     |                |                              |                       |               |
| España          | Top 100 álbumes | 02/04/2006     | 48                  | 18             | 1                            | 52                    | 07/10/2007    |

### Certificaciones
| País   | Proveedor  | Año  | Certificación |
| Europa |            |      |               |
| España | Promusicae | 2006 | Oro           |